# Pacuvius Calavius
Pacuvius Calavius a été le premier magistrat (en) de Capoue lors de la deuxième guerre punique. À la suite de la bataille du lac Trasimène, il a empêché les habitants de la cité de céder celle-ci à Hannibal. Lorsque les Capouans ont finalement capitulé, il a dissuadé son fils d'attenter à la vie du général carthaginois.

## Famille
Calavius est issu de la noblesse calavienne (en), une famille originaire de Campanie. Il est marié à Claudia, fille de Publius Claudius Appius Pulcher. Leur fille Calavia est mariée à Marcus Livius Salinator.

## Premier magistrat de Capoue
En 218 av. J.-C., Hannibal envahit l'Italie et entame sa marche inéluctable vers le sud, infligeant d'énormes pertes aux Romains lors de la bataille de la Trébie. Alors qu'il s'approche de Campanie, Calavius, premier magistrat de Capoue, appréhende la peur de ses concitoyens, qui pourraient offrir la reddition de la cité et, éventuellement, massacrer le Sénat, qui est opposé à la capitulation.
Calavius réunit le sénat et expose la situation. Assurant les sénateurs qu'il peut sauver leur vie, ces derniers acceptent d'être enfermés dans le bâtiment, sous bonne garde. Calavius rencontre par la suite les habitants et leur fait une proposition surprenante : il leur offre d'exécuter leur plan selon leur désir, mais que pour chaque sénateur qu'ils veulent exécuter, ils doivent trouver un meilleur homme pour le remplacer. Les citoyens se rendent compte qu'il est plus facile de s'entendre sur la condamnation des dirigeants que sur leur remplacement et, en conséquence, réitèrent leur confiance au sénat,.